# Прагрецька мова
Стаття з серії:

Грецька мова
- Прагрецька мова
- Мікенська мова
- Давньогрецька мова
- Койне
- Середньогрецька мова
- Новогрецька мова
  - Катаревуса
  - Димотика

Прагрецька (протогрецька) мова (грец. πρωτοελληνική γλώσσα) — гіпотетична мова, яка вважається найдавнішою стадією розвитку грецької мови, з якої згодом розвинулися мікенська мова, діалекти давньогрецької мови класичного періоду (іонічний, аттичний, еолійський, дорійський і північно-західний), койне і сучасна грецька мова.
Дослідники також вважають, що фрагментарно збережена давньомакедонська мова походить або від ранішої загальної «протоеллінської» мови, або безпосередньо від протогрецької мови.
Прагрецькою мовою говорили грецькі племена наприкінці третього тисячоліття до н. е., найімовірніше на Балканах. Єдність протогрецької розпалась, коли ті грецькі племена, які говорили домікенською формою прагрецької мови, вдерлися на територію Греції між XXI і XVII століттями до н. е. Внаслідок цього ці племена відділилися від дорійців, які вдерлися сюди тисячоліттям пізніше (дорійське вторгнення кінця другого тисячоліття до н. е.), і діалект яких часами зберіг архаїчні риси.
Розвиток прагрецької мови повинен розглядатись в контексті раннього палеобалканского мовного союзу, у межах якого важко провести точні межі між окремими мовами. У грецькій мові, як і у вірменській, індоєвропейські ларінгали на початку слова представлені протетичними голосними. Крім того, обидві мови мають інші загальні фонологічні та морфологічні особливості. Близьке споріднення вірменської та грецької мов проливає світло на парафілістичні властивості ізоглосси кентум-сатем.